# Erwin Gillmeister
Erwin Gillmeister (né le 11 juillet 1907 à Thorn dans l'Empire allemand et décédé le 26 novembre 1993) est un athlète allemand spécialiste du sprint. Licencié d'abord au TV Germania Stolp puis une année au DSV Hannover 78 (en 1930) avant de revenir dans son club d'origine, il mesurait 1,78 m pour 70 kg.

## Biographie

### Palmarès
| Date | Compétition           | Lieu   | Résultat | Performance |
| ---- | --------------------- | ------ | -------- | ----------- |
| 1934 | Championnats d'Europe | Turin  | 1er      | 41 s 0      |
| 1936 | Jeux olympiques d'été | Berlin | 3e       | 41 s 2      |

### Records
| Épreuve    | Performance | Lieu | Date |
| ---------- | ----------- | ---- | ---- |
| 100 mètres | 10 s 5      |      | 1934 |